# Монте Сан Ђовани (Болоња)
Монте Сан Ђовани (итал. Monte San Giovanni) је насеље у Италији у округу Болоња, региону Емилија-Ромања.
Према процени из 2011. у насељу је живело 1382 становника. Насеље се налази на надморској висини од 163 м.